# Удоденко Таїсія Едуардівна
Таї́сія Удоде́нко (* 1989) — українська баскетболістка; важкий форвард.

## З життєпису
Народилася 1989 року в місті Харків.
Протягом 2003—2005 виступала за збірну України U-16; в 2006—2007 роках — за U-18. За збірну U-20 грала в 2008—2009 роках. Від 2011 року виступає за збірну України з баскетболу.
Брала участь у EuroBasket Women-2017.

### Виступи за клуби
- 2016—2017 «DSK Nymburk»
- 2017—2018 «Le Mura Lucca»
- 2018—2019 «Ślęza Breslavia»
- 2019—2020 «PEAC-Печ» (PEAC-Pécs)
- 2020- «ТТТ Рига»
- станом на травень 2021 року виступає в чемпіонаті Туреччини за клуб Чанкая (Çankaya Üniversitesi Spor Kulübü).